# 260098 Staargyula
260098 Staargyula este o planetă minoră (asteroid) din centura de asteroizi. A fost descoperită pe 18 iunie 2004 la Piszkéstetői Obszervatórium⁠(d) de Krisztián Sárneczky⁠(d). 
Obiectul prezintă o orbită caracterizată de o semiaxă mare de 2,5586572039987 UAi, o excentricitate de 0,13351804014981, o înclinație de 6,7289400684083 ° în raport cu ecliptica.